# Рахимов, Эрадж Назриходжаевич
Эрадж Назриходжаевич Рахимов (род. 1 марта 1981) — российский и таджикский самбист, призёр чемпионатов России по боевому самбо, чемпион Европы (за Россию) и мира, призёр чемпионата Азии (за Таджикистан), мастер спорта России.

## Спортивные достижения
- Чемпионат России по боевому самбо 2011 года — ;
- Чемпионат России по боевому самбо 2012 года — ;
- Чемпионат России по боевому самбо 2013 года — ;